# Crèmebuikmuggenvanger
De crèmebuikmuggenvanger (Polioptila lactea) is een zangvogel uit de familie Polioptilidae (muggenvangers).

## Verspreiding en leefgebied
Deze soort komt voor van de laaglanden van zuidoostelijk Brazilië tot oostelijk Paraguay en noordoostelijk Argentinië.